# Хиллсайдские душители
«Хиллсайдские душители», или «Душители с холмов» (англ. Hillside Stranglers) — прозвище, данное СМИ серийным убийцам, двоюродным братьям — Кеннету Бьянки и Анджело Буоно, терроризировавшим Лос-Анджелес с октября 1977 по февраль 1978 года. Используя полицейскую форму, они похищали, насиловали и убивали девушек и женщин в возрасте от 12 до 28 лет. Первоначально считалось, что убийца один, но полицейские догадывались, что у преступника есть сообщник, по расположению тел, которые указывали на то, что трупы несли двое.

## Предыстория

### Кеннет Бьянки
Кеннет Алессио Бьянки родился 22 мая 1951 года. Его матерью была четырнадцатилетняя проститутка, которая через две недели после рождения отдала его в приют. Будущего убийцу приютило 4 семьи и каждая отказывалась, после, уже трехмесячного Кеннета, усыновила бездетная пара Николас и Фрэнсис Бьянки (Она была родной тетей Кеннета). В возрасте пяти лет ему диагностировали эпилепсию легкой формы, а в девять — пассивно-агрессивное расстройство. С детства отличался нервозностью, патологической лживостью и слабым здоровьем, несмотря на высокий интеллект, учился ниже своих возможностей. Приемная мать Кеннета любила его, но была строга, часто и порой фанатично водила его по врачам в связи с его частым мочеиспусканием. Кен в подростковом возрасте сблизился с приёмным отцом и часто проводил с ним время, но когда Кеннету было 13 лет, Николас Бьянки умер, Кен очень переживал эту утрату. В 1971 году, окончив школу, он женился на своей школьной подруге Лоре. Они часто ссорились и ругались, Лора изменяла супругу, и после 8 месяцев женитьбы они развелись. Кеннет сильно переживал развод и впал в депрессию. Карьера его тоже не складывалась, он сменил ряд профессий и воровал. Чтобы забыть свою любовную трагедию, Кеннет переехал в Лос-Анджелес и начал жить у своего двоюродного брата Анджело Буоно.

### Анджело Буоно
Анджело Энтони Буоно-младший родился 5 октября 1934 года. Когда ему было 5 лет, родители развелись. В подростковом возрасте у него развилась гиперсексуальность, он фантазировал о нападениях на женщин и восхищался местными насильниками, о которых рассказывалось в новостях. Нормальные отношения с противоположным полом у Анджело не складывались, с 1955 по 1972 года он женился 5 раз и имел множество детей, одну из дочерей Анджело изнасиловал. Для Кеннета кузен был примером для подражания, особенно Кена восхищала его способность «указывать женщинам их место». Также Кен познакомился с девушкой Келли Бойд, они полюбили друг друга и начали жить вместе, но имели проблемы с финансами, Кен был транжирой, страдал взрывным характером, начал часто брать отгулы с работы, чтобы проводить время с братом. Вскоре Кеннет вместе с Анджело стали заниматься сутенёрством. Дебора Нобр вместе со своей подругой Йоландой Вашингтон обманули своих сутенёров Кеннета и Анджело, подделав списки мужчин, которые пользовались их услугами, и забрав больше денег, чем должно быть. Братья решили отомстить за обман, выследив и убив Йоланду, однако Дебору найти им не удалось. Вашингтон стала их первой жертвой, но убили её Кеннет и Анджело в порыве ярости и гнева, после этого момента они стали убивать из прихоти.

## Убийства
Выдавая себя за полицейских, убийцы сажали девушек в машину, отвозили в свой гараж, где долго истязали и, наконец, демонстративно оставляли обнажённые изувеченные тела задушенных жертв посреди пустынных голливудских холмов.
Спустя какое-то время на склонах холмов к северо-востоку от Лос-Анджелеса было обнаружено три трупа. Однако лишь после убийств пяти женщин, некоторые из которых были несовершеннолетними, вести о «Хиллсайдском душителе» разошлись на весь город.
В 1977 году сбежавший из массачусетской тюрьмы Джордж Шемшак выдавал себя за душителя, но с него сняли подозрения, так как первые два убийства произошли до того, как он сбежал из тюрьмы. С декабря по февраль 1978 года произошло ещё два убийства, и внезапно они прекратились. У Кеннета с Келли родился сын Шон, но Кен перестал посещать работу и вёл себя несерьёзно, у семьи не осталось денег, и Келли уговорила его переехать в Беллингхем.

## Арест и судимости
Расследования ни к чему не приводили до ареста Кеннета Бьянки, который в январе 1979 года совершил еще два убийства в одиночку. Бьянки, работая охранником, притворился полицейским, похитил и убил двух женщин. На суде Бьянки утверждал, что у него диссоциативное расстройство личности, что его второй личностью является некий «Стив Уокер», который заставлял его врать и убивать. После того как полиция в его доме нашла книгу по психиатрии, автором которой был реально существующий психолог Стивен Уокер, его признали симулянтом.
Также узнали, как Бьянки врал своей жене, что болеет раком и якобы приезжал в больницу на лечение. В 1980 году Бьянки начал деловые отношения с писательницей Вероникой Комптон, она давала защиту в суде. Но Комптон была арестована за подбрасывания контрабандной спермы Бьянки, чтобы инсценировать другое убийство, совершенное «Хиллсайдским душителем», и снять подозрение с Бьянки. После он согласился признать себя виновным и, чтобы получить снисхождение, дал показания против своего сообщника Анджело Буоно. В суде Бьянки и Буоно приговорили к пожизненному заключению. Буоно умер от сердечного приступа в тюрьме штата Калифорния в 2002 году. Бьянки в настоящее время пребывает в тюрьме штата Вашингтон, в 2025 году он может подать апелляцию на досрочное освобождение.

## Список жертв
- Йоланда Вашингтон, 19 лет — убита 17 октября 1977.
- Джудит Линн Миллер, 15 лет — 31 октября 1977.
- Лисса Кэстин, 21 год — 6 ноября 1977.
- Джейн Кинг, 28 лет — 10 ноября 1977.
- Долорес Сепеда, 12 лет — 13 ноября 1977.
- Соня Джонсон, 14 лет — 13 ноября 1977.
- Кристина Уэклер, 20 лет — 20 ноября 1977.
- Лорен Вагнер, 18 лет — 29 ноября 1977.
- Кимберли Мартин, 17 лет — 9 декабря 1977.
- Синжи Ли Хадспет, 20 лет — 16 февраля 1978.
- Карен Мэндик, 22 года — 11 января 1979.
- Дайан Уайлдер, 27 лет — 11 января 1979.

Последние две жертвы были убиты Бьянки в одиночку.

## В кинематографе
По мотивам преступлений «Хиллсайдских душителей» было снято несколько фильмов.
| Год  | Название                       | Режиссёр       | В ролях          | В ролях             | В ролях                               | Примечание                                 |
| Год  | Название                       | Режиссёр       | Анджело Буоно    | Кеннет Бьянки       | Другие персонажи                      | Примечание                                 |
| ---- | ------------------------------ | -------------- | ---------------- | ------------------- | ------------------------------------- | ------------------------------------------ |
| 1989 | Дело душителей с холмов        | Стив Гетерс    | Дэннис Фарина    | Билли Зейн          | Ричард Кренна в роли сержанта полиции | Телефильм, основан на книге Дарси О’Брайен |
| 2004 | Душители с холмов              | Чак Порелло    | Николас Туртурро | Си Томас Хауэлл     |                                       |                                            |
| 2006 | Неистовство: Душители с холмов | Крис Фишер     | Томас Арана      | Клифтон Коллинз-мл. | Бриттани Дэниел в роли психиатра      | Видеофильм                                 |
| 2021 | Город ангелов, Город смерти    | Старлинг Прайс |                  |                     |                                       | Документальный                             |